# ديف رامزي
ديف رامزي هو سياسي كندي، ولد في 18 مارس 1970 في سانت جون في كندا.